# Старина (Рогачёвский район)
Старина (бел. Старына́) — упразднённый посёлок в Рогачёвском районе Гомельской области Белоруссии. В составе Журавичского сельсовета.
Ныне урочище Старина.

## География
Ближайшие населённые пункты Борки, Заозерье, Хатовня и др.

## История
15 октября 1976 года упразднены посёлки Борки и Старина, жители посёлков переселились в соседнюю деревню Хатовня Рогачёвского района.
Ныне урочище Старина.